# Chlamydomonas epiphytica
Chlamydomonas epiphytica là một loài tảo trong họ Chlamydomonadaceae, thuộc chi Chlamydomonas.